# Stanisław Faecher
Stanisław Faecher, też Fächer (ur. 15 września 1893 w Tarnowie, zm. 24 października 1961 w Londynie) – polski dziennikarz sportowy i działacz sportowy, dyrektor Sekcji Polskiej BBC (1953–1960).

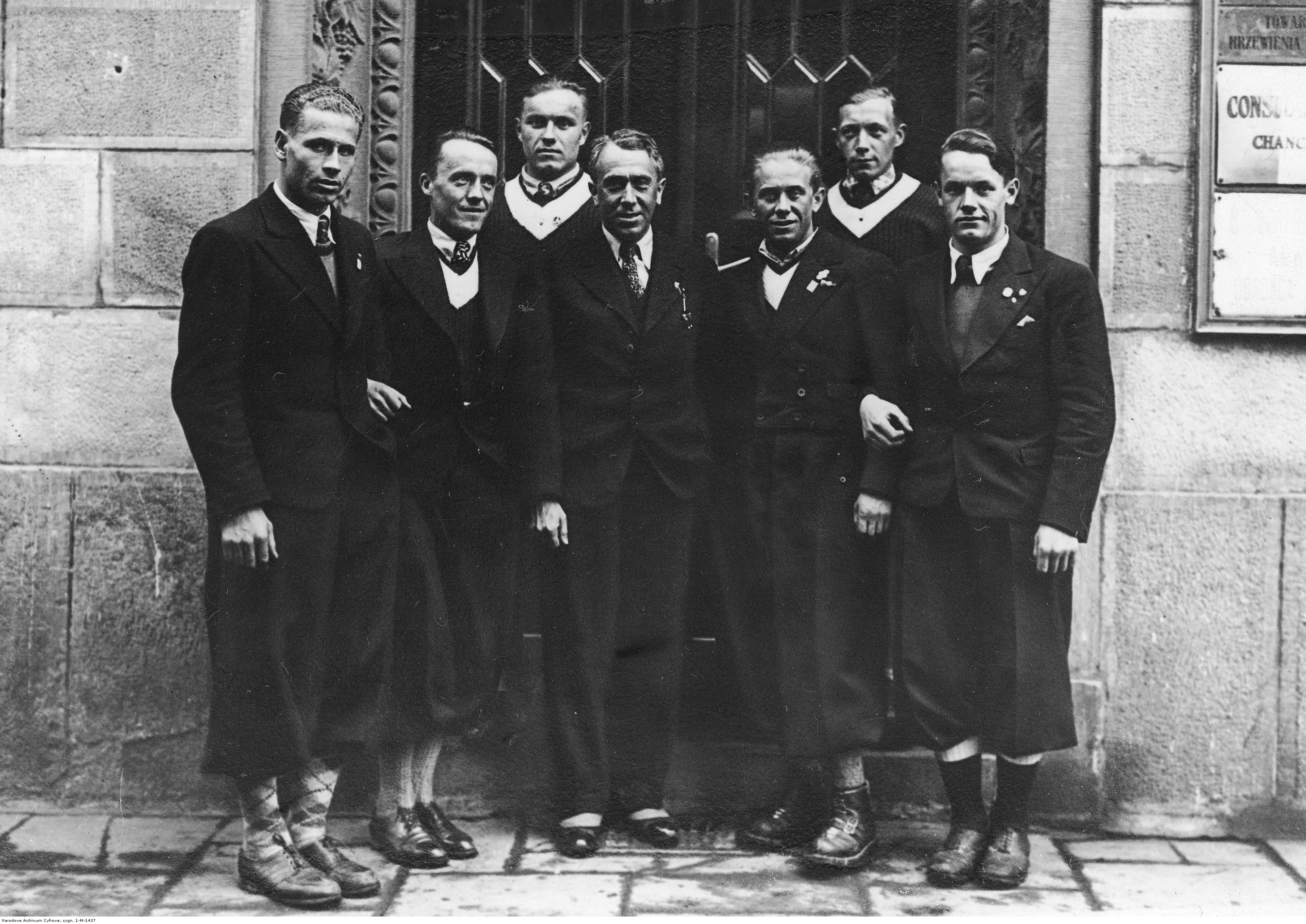
Stoją od lewej – Stanisław Marusarz, Bronisław Czech, Stanisław Karpiel, red. Stanisław Faecher, Izydor Gąsienica-Łuszczek, Piotr Kolesar, Andrzej Marusarz

## Życiorys

### Lata przedwojenne
Studiował na Uniwersytecie Jagiellońskim (według różnych źródeł historię lub prawo). Był dziennikarzem sportowym Ilustrowanego Kuriera Codziennego, w którym w latach 1931–1939 prowadził dział „Kuryer Turystyczno-Zdrojowy”, współtwórcą Koła dziennikarzy i publicystów sportowych w Krakowie (1924) i aktywnym działaczem sportowym. W latach 20. został członkiem AZS Kraków. Należał do kierownictwa jego sekcji pływackiej, wioślarskiej, kajakarskiej i narciarskiej. W latach 1926–1927 był wiceprezesem Polskiego Związku Pływackiego, pełnił także funkcję kapitana sportowego tego związku, należał też do zarządu Polskiego Związku Kajakowego. Najważniejsze funkcje pełnił jednak w Polskim Związku Narciarskim. Przede wszystkim w latach 1925–1937 był kapitanem sportowym związku, a równocześnie w latach 1924–1937 kierował jego komisją wydawniczą, w latach 1929–1935 także komisją turystyczną, a od 1933 był członkiem zarządu. W 1928 wydał podręcznik Kurs jazdy na nartach i sześciodniowy kurs dla początkujących. Kierował też sekretariatem generalnym Mistrzostw świata FIS 1939. Był wielokrotnie sędzią zawodów narciarskich. Wydawał rocznik PZN „Narciarstwo polskie”, był redaktorem naczelnym kwartalników „Przegląd Turystyczny” (1925–1928) i „Zima” (1929–1931), miesięcznika „Turysta w Polsce” (1935–1936).
W 1930 odznaczony Złotym Krzyżem Zasługi „za zasługi na polu organizacji i rozwoju sportu narciarskiego oraz około organizacji międzynarodowych zawodów narciarskich w r. 1929”.

### II wojna światowa i czasy powojenne
W 1939 znalazł się we Francji, w grudniu 1939 należał do założycieli loży wolnomularskiej Kopernik. Od 1940 mieszkał w Wielkiej Brytanii. Pracował w Sekcji Polskiej BBC, w której prowadził m.in. audycję W krzywym zwierciadle Kominformu. Kierował Sekcją w latach 1953–1960.